# ケーテー自動車工業
ケーテー自動車工業株式会社（ケーテーじどうしゃこうぎょう）は、大阪府枚方市に本社を置き、自動車の整備などを業務とする会社である。
京阪電気鉄道と帝国ピストンリング（現・TPR）の共同出資によって設立された。会社名は、出資した京阪電気鉄道の『K』と帝国ピストンリングの『T』を組み合わせたものになっている。
各々の連結子会社となっている。

## 概要
京阪電気鉄道との関係が密接ではあるものの、グループ外企業のバス・トラックの整備も積極的に行っている。1993年以降は西日本地区におけるヨンケーレの指定サービス工場ともなっている。
創業後しばらくは自動車整備業専門であったが、高度経済成長の時期には建設が活況を呈していたことから、キャタピラー三菱（当時）の指定工場に指定されたほか、久保田鉄工（当時。現・クボタ）のトラッククレーンなどの組み立てを受注するようになったことから、より積極的に重機関連の業務を受注するべく重機部が設立された。
高度経済成長時代の終焉に伴い、重機関連業務の受注量が減少したことを機に、それ以前から顧客の要望に対応するかたちで行なっていた中古バス販売業へ本格参入するべく、1976年11月に中古車部が設立され、現在に至る。また、スクールバス等の送迎バス及び、地方事業者向けに、中古バスのリース業も行なっている。
近年では、中古車部を廃止し、本社で事業者ごとへの中古車改造販売業務を行なっている。実際に、おのみちバスに導入された元京阪バスなどは、この本社工場での改造である。

## 事業内容
- 自動車の分解整備、修理及び改造（ワンマン改造及びシート改造など）、全塗装
- 産業機械の分解整備、修理及び改造
- 自動車、産業機械並びにその部品及び用品の販売
- 自動車、産業機械の賃貸
- 自動車の運転代行及び自動車管理の請負業務
- 油脂及び燃料の販売
- 損害保険代理業
- 自動車損害賠償保障法に基く保険代理業
- 上記事業に附帯する業務

## 主な取引先
- 京阪バス
- 京阪京都交通
- 京都バス
- 京都京阪バス
- 京都市交通局